# Энди Макнаб
Энди Макнаб (англ. Andy McNab), настоящее имя Стивен Билли Митчелл (англ. Steven Billy Mitchell; родился 28 декабря 1959 в Лондоне) — бывший военнослужащий Специальной авиационной службы Великобритании (САС), участник войны в Персидском заливе, писатель.
Родился в Лондоне. Отец и мать неизвестны; с раннего детства он был приёмным ребёнком. В подростковом возрасте занимался мелкими правонарушениями, чем привлёк внимание полиции. В 1976 году, когда ему ещё не исполнилось 17 лет, вступил в ряды Британской Армии. Служил в полку Королевских зелёных мундиров, принимал участие в нескольких стычках с боевиками ИРА на территории Северной Ирландии.
В 1984 году Макнаб со второй попытки был принят на службу в эскадрон B («Браво») элитной Особой воздушной службы. Он выполнял множество секретных задач в различных странах мира. Во время войны в Персидском заливе в январе 1991 года Макнаб возглавил патруль с радиопозывным B20 («Браво-два-ноль»), заброшенный на территорию Ирака с целью поиска и уничтожения мобильных установок оперативно-тактических ракет «Скад». Патруль был обнаружен, три человека погибли, четверо, включая Макнаба, попали в плен. В иракском плену Макнаб провёл шесть недель; в первые две из них он сильно пострадал от постоянных побоев и пыток. После возвращения домой ему потребовалось шесть месяцев на лечение. В феврале 1993 года Макнаб покинул вооружённые силы. К моменту своего ухода из армии он был самым награждённым британским военнослужащим из числа находившихся на службе.
Автор бестселлера «Браво-два-ноль», разошедшегося в Великобритании тиражом 1,7 млн экземпляров и ставшего основой для одноимённого фильма. Также написал автобиографию «Немедленное действие» и ряд остросюжетных романов. Был консультантом на съёмках художественного фильма «Схватка» с участием Роберта де Ниро и Аль Пачино. В настоящее время занимается озвучиванием аудиорассказов на военную тематику.